# 迪埃姆
迪埃姆（法語：Duesme，法語發音：[dɥɛm]）是法国科多尔省的一个市镇，属于蒙巴尔区。

## 地理
迪埃姆（47°38'36"N, 4°41'1"E）面积13.33 平方千米，位于法国勃艮第-弗朗什-孔泰大區科多尔省，该省份为法国中东部省份，北起奥布省，西接涅夫勒省和约讷省，南至索恩-卢瓦尔省，东南接汝拉省，东临上索恩省，东北部与上马恩省接壤。
与迪埃姆接壤的市镇（或旧市镇、城区）包括：埃塔朗特、奥雷、塞纳河畔克米尼、艾涅勒迪克、拜尼厄莱瑞夫。

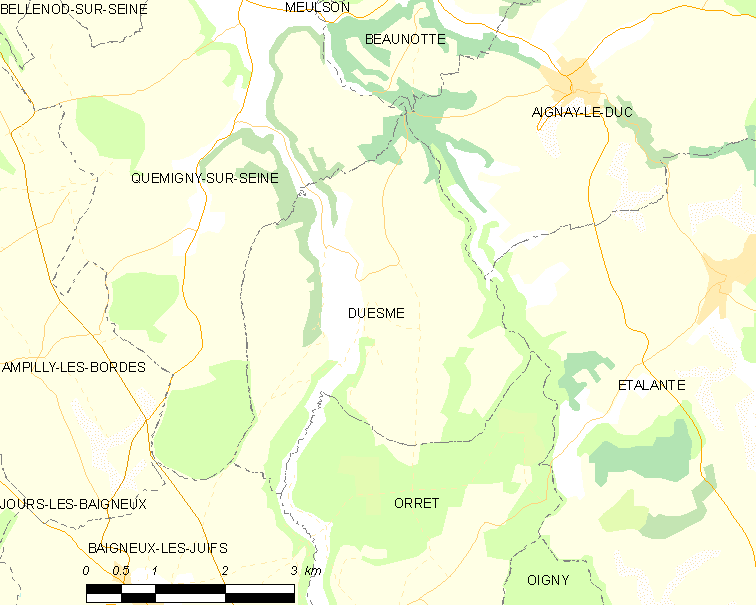
迪埃姆的OSM定位图

迪埃姆的时区为UTC+01:00、UTC+02:00（夏令时）。

## 行政
迪埃姆的邮政编码为21510，INSEE市镇编码为21235。

## 政治
迪埃姆所属的省级选区为塞纳河畔沙蒂永县。

## 人口

1962-2008年间迪埃姆人口变化图示

迪埃姆于2022年1月1日时的人口数量为46人。